# Kang Ji-young
Kang Ji-young, (sinh ngày 18 tháng 1 năm 1994 hay còn gọi là Jiyoung) cùng với nghệ danh JY, là nữ ca sĩ, diễn viên Hàn Quốc, cựu thành viên của nhóm nhạc nữ Kara.

## Tiểu sử
Kang Jiyoung sinh ra và lớn lên tại Paju, Hàn Quốc, là con gái út trong gia đình có 3 chị em gái. Cô ra mắt chính thức cùng với nhóm Kara năm 14 tuổi và là một trong hai thành viên mới được bổ sung khi thành viên cũ Kim Sung Hee rời nhóm. Cô đã được chị họ là ca sĩ NS Yoon-G giới thiệu tham gia thử giọng.
Jiyoung tốt nghiệp trung học nữ Muhak tốt nghiệp vào tháng 2 năm 2012. sau đó theo học khoa diễn xuất tại Đại học Sungkyunkwan cùng với Krystal Jung.

## Sự nghiệp

### Kara (2008-2014)
Bài chi tiết: Kara (ban nhạc)
Nhóm ra mắt chính thức ngày 29 tháng 3 năm 2007. Năm 2008, Jiyoung gia nhập nhóm sau khi thành viên cũ quyết định ra đi. Tại thời điểm này, cô là thành viên nhỏ tuổi nhất trong nhóm khi chỉ mới 14 tuổi. Nhóm quay trở lại với ca khúc Rock U, Pretty Girl, Honey và nhanh chóng gây được sự chú ý.
Đến cuối tháng 7 năm 2009, nhóm tiếp tục cho ra mắt album "Revolution" với hai ca khúc Wanna và Mister gây sốt ở Hàn Quốc, đưa Kara trở thành nhóm nhạc nổi tiếng hàng đầu và bước lên thời kỳ đỉnh cao.
Vào tháng 8 năm 2010, Kara chính thức tấn công thị trường Nhật Bản với ca khúc Mister và nhanh chóng đạt được thành công vang dội. Sau đó nhóm liên tục cho ra mắt Lupin, Jumping, Jet Coaster Love, Go Go Summer, Step, Pandora và đều đạt các thứ hạng cao, trở thành một trong những nghệ sĩ Hàn Quốc có số lượng fan đông đúc và được yêu thích nhất tại Nhật Bản.
Sau khi trở lại Hàn Quốc với ca khúc "Damaged Lady" vào năm 2013, Jiyoung tuyên bố rời nhóm và chính thức hết hạn hợp đồng với công ty DSP Media vào tháng 4 năm 2014. Sau đó cô đã sang Luân Đôn du học để trau dồi kỹ năng diễn xuất.

### Hoạt động cá nhân
Tháng 8 năm 2014, Jiyoung quyết định ký hợp đồng với công ty quản lý hàng đầu Nhật Bản Sweet Power và bắt đầu sự nghiệp diễn xuất. Bộ phim đầu tay của cô với tư cách một diễn viên solo là Jigoku Sensei Nube với vai Yukime được phát sóng trên kênh NTV vào tháng 10 năm 2014.
Cô cũng tham gia TV Movie Higanbana - Onnatachi no Hanzai Fairu. Bộ phim này đã được phát sóng trên NTV vào ngày 24 tháng 10. Đồng thời, phim điện ảnh mới nhất Ansatsu Kyoushitsu cũng đã được quay xong, dự kiến ra mắt vào ngày 21 tháng 3 năm 2015.
Jiyoung thông báo tên fanclub của mình là "Bicycle" với trang web dành cho người hâm mộ đã được mở cửa vào ngày 22 tháng 12 năm 2014.
Ngoài ra, bộ sách ảnh mang tên Jiyoung Story đã được phát hành vào ngày 13 tháng 11.
Tháng 12 năm 2015, Sony Music thông báo Jiyoung sẽ ra mắt với tư cách ca sĩ dưới nghệ danh JY. Ca khúc đầu tiên với tư cách ca sĩ hát đơn có tựa đề The Last Farewell (最後のサヨナラ, saigo no sayonara), được sử dụng là nhac nên cho phim truyền hình Nhật Bản của đài NTV Higanbana.
Thứ 6, ngày 18 tháng 3 năm 2016, JY tiết lộ về album đơn đầu tay EP, mang tên Radio, gồm 3 ca khúc. Ngoài 3 bài hát, 2 music videos được ra mắt trên kênh Vevo và YouTube chính thức của cô. Radio được sáng tác bởi nhà sản xuất và sáng tác tại London là MNEK, cùng với giám đốc MV âm nhạc cho Radio là Darren Craig. Radio đã đứng vị trí thứ 2 trên bảng xếp hạng iTunes Pop Top Song Chart, vượt qua các tên tuổi như Justin Bieber và Taylor Swift.
Radio không chỉ phát hành tại Nhật Bản và Hàn Quốc mà còn ra mắt tại Mỹ và nhiều quốc gia ở châu Á.

## Danh sách phim
| Năm  | Tựa đề                                | Vai            | Ghi chú              |
| ---- | ------------------------------------- | -------------- | -------------------- |
| 2008 | That Person Is Coming                 |                | Khách mời            |
| 2009 | Hero                                  |                | Khách mời            |
| 2011 | URAKARA                               | Jiyoung        | Đóng vai chính mình  |
| 2012 | Koisuru Maison ~Rainbow Rose~         | Han Yuri       |                      |
| 2013 | KARA The Animation                    | Jiyoung        | Hoạt hình Lồng tiếng |
| 2014 | KARA Secret Love                      | So Yul         | Tập: "Lilac"         |
| 2014 | Jigoku Sensei Nube                    | Yukime         | Đang phát sóng       |
| 2014 | Higanbana - Onnatachi no Hanzai Fairu | Nagami Kaoruko |                      |
| 2015 | Ansatsu Kyoushitsu                    | Irina Jelavic  | Hậu kỳ               |

## Âm nhạc
| Năm  | Tên bài hát   | Album/Single                                                    | Ghi chú                                      |
| ---- | ------------- | --------------------------------------------------------------- | -------------------------------------------- |
| 2009 | Dazzling Eyes | Single "Dazzling Eyes" của nhóm Jumper phát hành ngày 7 tháng 3 | Jumper ft. Kang Jiyoung                      |
| 2010 | Merry Love    | Single "Merry Love" phát hành ngày 16 tháng 12                  | Song ca với thành viên Supernova Kim Sung Je |
| 2010 | My Love       | Nhạc phim "Daemul" phát hành ngày 6 tháng 12                    | Song ca với Park Gyuri                       |
| 2012 | Wanna Do      | Mini-Album "KARA Collection" phát hành ngày 5 tháng 9           | Solo                                         |
| 2012 | Rainbow Rose  | Nhạc phim "Rainbow Rose" phát hành ngày 19 tháng 9              | Solo                                         |

## Chương trình
| Năm       | Chương trình              | Ghi chú |
| --------- | ------------------------- | ------- |
| 2011-2012 | Invincible Youth Season 2 |         |

## Khác
| Năm  | Nội dung                  | Ghi chú |
| ---- | ------------------------- | ------- |
| 2014 | Bộ sách ảnh Jiyoung Story |         |